# Tom und Tommy
Tom und Tommy war ein Gesangsduo des deutschen Schlagers der Nachkriegszeit. Es bestand aus den Sängern Curt Stephan und Richard Gatermann, die beide zuvor Mitglieder des Roland-Trios waren.

## Bandgeschichte
Produziert wurden die beiden Sänger von Werner Cyprys. Das Duo landete mit seiner Debütsingle Eine Handvoll Heimaterde, einer musikalisch von amerikanischen Westernsongs beeinflussten Ballade mit Anspielungen auf Flucht und Vertreibung, einen Top-Ten-Erfolg in den deutschen Charts. Insgesamt hielt sich die Aufnahme acht Monate in der Musikmarkt-Hitparade.
Es folgten einige weitere, kommerziell aber nicht mehr erfolgreiche Singles. Stephan und Gatermann wurden später Mitglieder bei den Tramps.

## Diskografie
Singles
- 1959: Eine Handvoll Heimaterde
- 1960: Südwind (Grüß mir die Heimat)
- 1962: Die Wälder der Heimat